# Aléxios Kalogerópoulos
Aléxios « Aléxis » Kalogerópoulos (en grec moderne : Αλέξιος «Αλέξης» Καλογερόπουλος), né le 26 juillet 2004 à Andravída en Grèce, est un footballeur grec qui évolue au poste de défenseur central au Volos FC.

## Biographie

### En club
Né à Andravída en Grèce, Aléxios Kalogerópoulos est formé par l'Olympiakos Le Pirée. Il joue son premier match en professionnel le 5 mai 2021, lors d'une rencontre de première division grecque face à l'Aris Salonique. Il entre en jeu à la place de Mohamed Dräger et les deux équipes se neutralisent (1-1 score final),.
Le 28 août 2023, Alexios Kalogeropoulos rejoint le Volos FC sous la forme d'un prêt d'une saison.
Il joue son premier match pour Volos le 27 septembre 2023, lors d'une rencontre de championnat contre le PAOK Salonique. Il entre en jeu à la place de Nikolai Alho et son équipe est battue par trois buts à zéro.

### En sélection
Aléxios Kalogerópoulos est sélectionné avec l'équipe de Grèce des moins de 19 ans de 2021 à 2023. Il joue au total douze matchs et marque un but.
Aléxios Kalogerópoulos joue son premier match avec l'équipe de Grèce espoirs, face à Andorre, le 26 mars 2024. Il est titularisé et son équipe l'emporte par un but à zéro.

## Palmarès
Olympiakos
- Championnat de Grèce (1) :
  - Champion : 2020-2021.